# فیلور (نجف‌آباد)
فیلور (نجف‌آباد)، روستایی از توابع بخش مرکزی شهرستان نجف‌آباد در استان اصفهان ایران است.

## جمعیت
این روستا در دهستان جوزدان قرار دارد و براساس سرشماری مرکز آمار ایران در سال ۱۳۸۵، جمعیت آن ۹۳۵ نفر (۲۱۳خانوار) بوده‌است.